# 타운 크릭
《타운 크릭》(영어: Blood Creek 타운 크리크[*], 이전 제목은 영어: Creek 혹은 Town Creek)은 미국에서 제작된 조엘 슈매커 감독의 2009년 초자연 공포 스릴러 영화이다. 헨리 캐빌과 도미닉 퍼셀이 나치 독일 시절 시작된 오컬트 저주를 막으려고 분투하는 형제 역으로 출연하였다. 폴 브룩스 등이 제작에 참여하였다.
2009년 9월 18일 제한 개봉되었다.

## 줄거리
1936년 나치 독일 시절. 웨스트버지니아주 모건군 시골에 사는 독일계 이민자 가정 볼너가는 돈 때문에 나치의 요청으로 독일인 방문 교수 리하르트 비르트를 하숙하게 한다.
그러나 사실 리하르트는 처음 신대륙을 발견했던 바이킹 조상들이 여기에 묻었던 노르드 룬석을 찾으러 온 나치 비술사였다. 집을 세우다가 룬석을 발견했던 볼너가는 이를 헛간을 지을 때 사용해 지하 저장실 바닥에 둔 상태이며, 리하르트는 이 룬석을 악마 소환에 쓸 생각이다.
리하르트가 룬석을 악한 목적으로 쓰려는 걸 간파한 볼너가는 이를 저지하고 리하르트를 지하 저장실에 가둔다. 리하르트와 연결된 이들 가족은 외부와 접촉을 금한 채 몇 세기를 넘겨 살아남으며 감시자이자 시종으로 지내면서 꾸준한 인신공양 의식을 통해 리하르트의 힘을 약화시킨다.
2007년 25살 응급 구조 요원 에번 마셜은 형 빅터가 웨스트버지니아주 인근 시골 타운 크리크(Town Creek)에 캠핑을 갔다가 사라진 이후 휠체어 신세인 아버지를 홀로 돌봐 왔다. 그러던 어느 날 죽은 줄로만 알았던 빅터가 감금이 됐던 흔적이 역력한 모습으로 나타나 그간 자신을 가뒀던 가족에게 같이 복수하자며 에번을 볼너가로 데려간다.
볼너가는 리하르트에 대해 경고하지만 형제는 이를 듣지 않고 다른 인질을 풀어주고, 결국 리하르트가 룬석을 통해 힘을 되찾게 만든다. 애초에 빅터가 도망칠 수 있었던 것도 빅터가 이렇게 돌아와 볼너가를 막무가내로 공격해 자신을 해방시키는 결과를 낳을 것을 예측했던 리하르트가 부린 농간 덕분이었다.
형제는 본인들이 저지른 잘못을 바로 잡기 위해 리하르트와 싸울 것을 맹세한다. 창문에 칠해 놓은 룬 문자 덕분에 리하르트 본인은 집 안에 들어오지 못하지만 리하르트는 대신 말, 죽은 가족 등을 악령에 사로잡히게 한 뒤 집 안에 들여 볼너가와 형제를 공격한다. 또한 리하르트에겐 인간의 피를 이용해 생명을 거뒀다가 되살리는 능력이 있으며, 그가 밖에 나가게 되면 무슨 짓을 할지 알 수 없다. 볼너가는 소수의 희생은 어쩔 수 없었다고 항변하며, 그간은 룬 문자로 리하르트를 가둬 왔지만 그가 궁극적으로 목표하는 제3의 눈을 뜨게 되면 그 이후로는 룬 문자도 소용 없을 것이라고 말한다.
리하르트에겐 조상들의 피가 독이 된다는 걸 알게 된 에번은 일부러 상처를 내고 리하르트의 조상들 뼈를 분지르고 골수 가루를 상처 부위에 묻힌 뒤 미끼가 되어 일부러 피를 빨린다. 약해진 리하르트가 에번을 공격하는 사이 빅터가 뒤에서 리하르트의 목을 졸라 죽인다. 볼너가는 전부 순식간에 노화하여 사망한다. 형제는 SS전국지도자 하인리히 힘러가 다른 여덟 농가에도 이런 나치 첩자들을 보냈다는 사실을 알게 되고, 관련 지도를 찾아낸다.
빅터는 가족을 만나러 가고, 에번은 나치의 오래된 음모를 막기 위해 다른 농가로 향한다.

## 출연진
- 헨리 캐빌 - 에번 마셜 역
- 도미닉 퍼셀 - 빅터 마셜 역
- 에마 부스 - 리제 볼너 역
- 마이클 패스벤더 - 리하르트 비르트 역
- 셰이 위검 - 루크 역
- 린 콜린스 - 바브 역
- 제라드 맥솔리 - 마셜 씨 역
- 웬트워스 밀러 - 독일 군인 역 (크레디트 미기재)

## 기타 제작진
- 공동 제작: 로버트 버내키, 잭 캐디슨, 제프 러빈
- 배역: 칼 프록터
- 미술: 크리스티안 니쿨레스쿠
- 의상: 크리스토퍼 피터슨